# Parastiotrema ottawanense
Parastiotrema ottawanense är en plattmaskart. Parastiotrema ottawanense ingår i släktet Parastiotrema och familjen Plagiorchiidae. Inga underarter finns listade i Catalogue of Life.